# Casa de la Vall
Casa de la Vall – zabytkowy budynek z 1580 roku w mieście Andora, stolicy Andory. W latach 1702–2011 pełnił rolę siedziby obrad Rady Generalnej.
Budynek został ukończony w 1580 roku. Pierwotnie powstał jako rezydencja z elementami obronnymi rodziny Busquets. W 1701 roku został zakupiony przez Radę Generalną Andory (wówczas jako Consell de la Terra), rok później stał się siedzibą obrad tejże Rady. W 1962 roku został gruntownie wyremontowany. Od 2003 roku posiada status zabytku. W 2011 roku tuż obok oddano do użytku nowy budynek, który stał się wówczas nową siedzibą parlamentu Andory. Okazjonalnie jednak sesje Rady Generalnej wciąż odbywają się w Casa de la Vall.